# Радунский сельсовет
Радунский сельсовет (белор. Радунскi) — административная единица на территории Вороновского района Гродненской области Белоруссии. Бывший Радунский поселковый Совет. Административный центр — городской посёлок Радунь.

## История
7 февраля 2014 года образован Радунский сельсовет. 3 апреля 2014 года административным центром Радунского сельсовета установлен городской посёлок Радунь.

## Состав
Радунский сельсовет включает 35 населённых пунктов:
- Андюлевича — хутор.
- Бартешишки — деревня.
- Вашкели — деревня.
- Виганцы — деревня.
- Вайкунцы — деревня.
- Городище — деревня.
- Довгялишки — деревня.
- Кемейши — деревня.
- Кузьмицкого — хутор.
- Курки — деревня.
- Мядюши — деревня.
- Можейки — деревня.
- Новая Казаковщина — деревня.
- Новые Смильгини — хутор.
- Носовичи — хутор.
- Орли — деревня.
- Палюнцы — деревня.
- Пашковичи — деревня.
- Пентенишки — деревня.
- Попишки — деревня.
- Посада — хутор.
- Потелюнцы — деревня.
- Пронткилевича — хутор.
- Пусявары — деревня.
- Родевича — хутор.
- Складанцы — деревня.
- Солишки — деревня.
- Старая Казаковщина — деревня.
- Старые Смильгини — деревня.
- Страчуны — деревня.
- Талькунцы — деревня.
- Улановщина — деревня.
- Ютюны — деревня.
- Янополь — деревня.
- Ятовты — хутор.

## Культура
- Народный историко-краеведческий музей ГУО "Радунская средняя школа" в г. п. Радунь
- Музейная комната имени И. А. Котова в г. п. Радунь
- Музей ледовиковых валунов "Валуны крутых дарог мiнуўшчыны" в г. п. Радунь

## Достопримечательность
- Костёл матери Божией Розария в г. п. Радунь